# Kuta (fiume)
La Kuta è un fiume della Russia siberiana orientale, tributario di sinistra della Lena. Scorre nei rajon Katangskij e Ust'-Kutskij dell'oblast' di Irkutsk.
Nasce e scorre nella parte sudorientale del grande altopiano della Siberia centrale, nella sua sezione che prende il nome di alture dell'Angara; scorre in una valle ampia, spesso paludosa e coperta di foreste di conifere e betulle, con direzione dapprima occidentale, successivamente mediamente meridionale, volgendosi infine, nel basso corso, verso est. Sfocia nella Lena nel suo alto corso, a 3 466 km dalla foce, presso la città di Ust'-Kut. Il maggiore tributario è la Kupa, proveniente dalla destra idrografica.
Il fiume congela nei mesi compresi fra novembre ed aprile/primi di maggio.
Nel bacino del fiume si trovano importanti sorgenti di acque minerali.